# Alcázar de Úbeda
Se llama Alcázar de Úbeda a un castillo que hubo en el Cerro de Ibiut, de esa localidad de la provincia de Jaén, de la región de Andalucía (España). Está declarado BIC como Patrimonio Inmueble de Andalucía con el nombre de "Sitio Arqueológico de Úbeda" y Código: 01230920041.
En la actualidad se trata de un importante suelo arqueológico que dio origen a la ciudad de Úbeda. En el adarve montañoso de la Loma de Úbeda, se levantó desde tiempos inmemoriales una construcción defensiva; en origen, de población íbera. Este desconocido baluarte, como atestiguan las prospecciones arqueológicas, presenta una secuencia ocupacional ininterrumpida; el solar del alcázar acogió civilizaciones neolíticas, argáricas y posteriormente ibéricas, dándole al cerro el típico aspecto de un oppidum fortificado.
El Real Alcázar era un edificio fortísimo casi inexpugnable por 3 de sus 4 frentes gracias a los acantilados naturales sobre los que se erguían sus numerosas torres y murallas.
Tras su desaparición paulatina, sus restos están a más de metro y medio de profundidad bajo los escombros de sus construcciones y aún pendientes hoy día de una excavación definitiva que los ponga al descubierto.

## Historia antigua
La secuencia ocupacional estaría definida en sus inicios por un sistema de hábitat semisubterráneo mediante estructuras de tendencia circular excavadas en el substrato de areniscas y margas. Después fue utilizada como atalaya por los ocupadores cartagineses y romanos, que mantendrían la ocupación del lugar.
Con la conquista árabe, esta eminencia defensiva acabó por fortificarse aún más, hasta convertirse en una alcazaba muy valiosa y dar cobijo en sus fuertes muros a toda una ciudad interior. Su recinto noble acogía el Palacio del Moro —posterior Casa Real—, así como la aljama mayor, (la actual Iglesia de Santa María), sobre los restos anteriores de un templo de culto romanizado, y en origen un solar sagrado de sus nativos ibéricos.
Esta alcazaba fue el núcleo fundacional de la ciudad. Fue con el correr del tiempo que nació un arrabal en los terrenos más llanos bajo el cerro de Ibiut y fuera del alcázar, que fue adquiriendo más importancia, hasta el punto de que se obligó a cercarlo, se construyó como resultas el actual recinto amurallado de Úbeda, y quedó así separada la ciudad nueva del alcázar. Fue en el año 852 cuando Haxen-Ben-Abdalaziz, ministro del emir de Córdoba, mandó fortificar Úbeda y Baeza. Por tanto, hasta ese momento Úbeda era solo la alcazaba.

## Historia medieval
Una vez reconquistada la plaza en el año 1212 y finalmente en el 1234, es reconstruida y fortalecida debido a la permanencia durante 3 siglos más del cercano Reino de Granada.
En 1368 tuvo lugar la incursión de Mohamed V y Pero Gil, que obligó a los moradores del casco urbano a refugiarse en el alcázar.
Los diferentes donadíos repartidos entre los infanzones y nobles repobladores del lugar ya no dejaron de dar problemas y disputas por sus respectivas jurisdicciones; el concejo de la ciudad y los alcaides del alcázar ya no dejaron sus continuas fricciones.
Dividida en bandos, la nobleza se enfrenta a muerte por la posesión de la alcaldía del alcázar. Pero caída Granada, la pérdida de valor militar de la fortificación será su sentencia de muerte, y en 1507, los Reyes Católicos ordenan la demolición del alcázar, ser su piedra vendida y utilizada para rellenar los fosos y sus tierras entregadas a los propios del concejo.

## La Torre de Tierra o Torre de Ibiut
La Torre de Tierra es el punto mítico de fundación de la ciudad. También se la citó como la "Torre de Asdrúbal". Se encontraba en el recinto exterior del alcázar, muy cerca del claro del Salvador.
Después de 1850 se demolió, y se hallaron entonces a los pies de sus cimientos diversos enterramientos, objetos extraños que no se catalogaron ni estudiaron, salvo algunas vasijas de tipo celta que se conservan en el museo, y gran cantidad de esqueletos de enorme dimensión que los lugareños mitificaron como gigantes.
Muy cerca a la torre aparecieron también varias sepulturas con antiquísimos objetos de oro, un brazalete en forma de serpiente y otros dijes, a los que no se concedió más importancia que el precio que pagó un platero para su fundición, y así se perdió para siempre una parte importantísima para esclarecer la historia antigua de la región.

## Estructura y edificaciones
Hasta el siglo XV, se diferenciaban interiormente las siguientes:
- Baluartes defensivos: principalmente eran La Coracha y el Torrontero.
- La Casa Real y el Palacio Moro.
- Casas del cabildo.
- La mezquita: la actual Basílica de Santa María de los Alcázares
- La judería.
- El emparedamiento: posteriormente, la Cárcel del Obispo —hoy Juzgados—.

## Destrucción
Al igual que aún hoy lo es la city de Londres, el Alcázar era a todos los efectos una ciudad independiente dentro de otra ciudad, gobernado por el Alcaide de manera totalmente independiente del Concejo de la ciudad, de ahí los continuos conflictos por el poder entre unos y otros.
La destrucción del Real Alcázar de Úbeda, ordenada por Isabel la Católica en 1502 y consumada en 1507, inicialmente afectó más a los muros y baluartes interiores.
En fechas muy posteriores, se fueron minando otras torres, como las del Huerto de Carvajal, desaparecidas en 1675, los muros de La Saludeja en 1677, y varios muros interiores en 1678 que sirvieron para construir el puente de Olvera sobre el río Guadalimar en Navas de San Juan. La milenaria y ciclópea Torre de Ibiut, origen mítico de la ciudad, aguantó hasta una fecha tan reciente como mediados del siglo XIX.
En el siglo XIX, comienzan los intentos por construir viviendas en su recinto adosadas a sus muros y a las murallas, declarándose una guerra total contra los restos que aún había. Ya dejados a su propia suerte, los muros que quedaban se van perdiendo hasta llegar al principio del siglo XX, cuando ya se ha convertido el mejor monumento y testigo de la historia de Úbeda en un erial.
Así, gran parte del terreno fue allanado y reconvertido en eras para trillar grano, y se le dio el nombre de las «Eras del Alcázar» al lugar.